# 下廉穴
下廉穴是属于手陽明大腸經的腧穴。

## 定位
陽谿與曲池穴連線上，肘橫紋下4寸。

## 主治
頭痛、眩暈、肘臂痛、腹脹痛等。

## 操作
直刺0.5～1寸；可灸。